# Frédéric Perez
Frédéric Perez (Orã, 19 de julho de 1961) é um ex-handebolista profissional e treinador francês, medalhista olimpico.
Frédéric Perez fez parte do elenco medalha de bronze, em Barcelona 1992. Com 5 partidas como goleiro.